# Polypedilum bingoparadoxum
Polypedilum bingoparadoxum är en tvåvingeart som beskrevs av Kawai, Inoue och Imabayashi 1998. Polypedilum bingoparadoxum ingår i släktet Polypedilum och familjen fjädermyggor. Inga underarter finns listade i Catalogue of Life.